# Mar adentro
Mar adentro (traduït seria «Mar endins») és una pel·lícula espanyola de 2004 dirigida per Alejandro Amenábar. Està basada en la vida de Ramón Sampedro, un tetraplègic que va fer campanya durant 28 anys en defensa de l'eutanàsia i del seu propi dret a morir dignament. El cas de Ramón Sampedro l'havia donat a conèixer el 1993 la Laura Palmés en el reportatge de TV2 Eutanasia: morir para vivir.
La pel·lícula va guanyar nombrosos premis, entre ells l'Oscar a la millor pel·lícula de parla no anglesa i el Globus d'Or a la mateixa categoria, tots dos l'any 2004. Va obtenir també 14 premis Goya, el rècord fins al moment.
La pel·lícula està doblada al català.

## Argument
Ramón Sampedro, mariner gallec, va patir un accident als 25 anys que el va deixar tetraplègic. Des de llavors l'ha cuidat la família, però el seu únic desig és morir dignament. A la seva habitació hi ha una finestra, des de la qual pot observar el mar pel qual va viatjar de jove.
Va iniciar un procediment legal per tal d'aconseguir el seu objectiu, però, malgrat el ressò mediàtic, no va assolir els resultats previstos. Un dia arriben a la seva vida dues dones: Julia, l'advocada que dona suport a la seva lluita, i la Rosa, la veïna que intentarà que torni a tenir il·lusió per viure.

## Repartiment
- Javier Bardem: Ramón Sampedro
- Belén Rueda: Julia
- Lola Dueñas: Rosa
- Mabel Rivera: Manuela
- Celso Bugallo: José
- Clara Segura: Gené
- Joan Dalmau: Joaquín
- Alberto Jiménez: Germán
- Tamar Novas: Javi
- Francesc Garrido: Marc
- Josep Maria Pou: Padre Francisco

## Premis i nominacions

### Premis Oscar
| Any  | Categoria                                        | Persona                                          | Resultat   |
| ---- | ------------------------------------------------ | ------------------------------------------------ | ---------- |
| 2004 | Oscar a la millor pel·lícula de parla no anglesa | Oscar a la millor pel·lícula de parla no anglesa | Guanyadora |
| 2004 | Oscar al millor maquillatge                      | Jo Allen i Ana Ruiz Puigcerber                   | Nominades  |

### Premi Globus d'Or
| Any  | Categoria                                              | Persona                                                | Resultat  |
| ---- | ------------------------------------------------------ | ------------------------------------------------------ | --------- |
| 2004 | Globus d'Or a la millor pel·lícula de parla no anglesa | Globus d'Or a la millor pel·lícula de parla no anglesa | Guanyador |
| 2004 | Globus d'Or al millor actor dramàtic                   | Javier Bardem                                          | Nominat   |

### Premis Independent Spirit
| Any  | Categoria                    | Persona)                     | Resultat  |
| ---- | ---------------------------- | ---------------------------- | --------- |
| 2004 | Millor pel·lícula estrangera | Millor pel·lícula estrangera | Guanyador |

### Premis Critics Choice
| Any  | Categoria                    | Resultat   |
| ---- | ---------------------------- | ---------- |
| 2004 | Millor pel·lícula estrangera | Guanyadora |

### Premis del Cinema Europeu
| Any  | Categoria                 | Persona                      | Resultat  |
| ---- | ------------------------- | ---------------------------- | --------- |
| 2004 | Millor pel·lícula europea | Millor pel·lícula europea    | Nominada  |
| 2004 | Millor director           | Alejandro Amenábar           | Guanyador |
| 2004 | Millor actor              | Javier Bardem                | Guanyador |
| 2004 | Millor fotografia         | Javier Aguirresarobe         | Nominat   |
| 2004 | Millor guió               | Alejandro Amenábar Mateo Gil | Nominats  |

### Premis Goya
| Any  | Categoria                        | Persona                                                         | Resultat    |
| ---- | -------------------------------- | --------------------------------------------------------------- | ----------- |
| 2004 | Millor pel·lícula                | Millor pel·lícula                                               | Guanyadora  |
| 2004 | Millor director                  | Alejandro Amenábar                                              | Guanyador   |
| 2004 | Millor actor                     | Javier Bardem                                                   | Guanyador   |
| 2004 | Millor actriu                    | Lola Dueñas                                                     | Guanyadora  |
| 2004 | Millor actor de repartiment      | Celso Bugallo                                                   | Guanyador   |
| 2004 | Millor actriu de repartiment     | Mabel Rivera                                                    | Guanyador   |
| 2004 | Millor actor revelació           | Tamar Novas                                                     | Guanyador   |
| 2004 | Millor actriu revelació          | Belén Rueda                                                     | Guanyadora  |
| 2004 | Millor guió original             | Alejandro Amenábar i Mateo Gil                                  | Guanyadors  |
| 2004 | Millor música original           | Alejandro Amenábar                                              | Guanyador   |
| 2004 | Millor direcció artística        | Benjamín Fernández                                              | Nominat     |
| 2004 | Millor direcció de producció     | Emiliano Otegui                                                 | Guanyador   |
| 2004 | Millor fotografia                | Javier Aguirresarobe                                            | Guanyador   |
| 2004 | Millor maquillatge i perruqueria | Jo Allen i Ana López Puigcerver                                 | Guanyadores |
| 2004 | Millor so                        | Ricardo Steinberg, Alfonso Raposo, Juan Ferro i María Steinberg | Guanyadores |

### Festival Internacional de Cinema de Venècia
| Categoria                            | Persona                              | Resultat   |
| ------------------------------------ | ------------------------------------ | ---------- |
| Lleó de Plata - Gran Premi del Jurat | Lleó de Plata - Gran Premi del Jurat | Guanyadors |
| Copa Volpi                           | Javier Bardem                        | Guanyador  |

### Medalles del Cercle d'Escriptors Cinematogràfics
| Categoria                      | Persona)                       | Resultat   |
| ------------------------------ | ------------------------------ | ---------- |
| Millor pel·lícula              | Millor pel·lícula              | Nominada   |
| Millor director                | Alejandro Amenábar             | Nominat    |
| Millor actor                   | Javier Bardem                  | Guanyador  |
| Millor actor secundari         | Celso Bugallo                  | Nominat    |
| Millor actriu secundària       | Lola Dueñas                    | Guanyadora |
| Millor actriu secundària       | Mabel Rivera                   | Nominada   |
| Millor guió original           | Alejandro Amenábar i Mateo Gil | Nominat    |
| Millor fotografia              | Javier Aguirresarobe           | Guanyador  |
| Millor muntatge                | Alejandro Amenábar             | Nominat    |
| Millor música                  | Alejandro Amenábar             | Nominat    |
| Millor interpretació revelació | Belén Rueda                    | Guanyadora |

### Premis César
- César a la millor pel·lícula estrangera